# Saint-Lieux-Lafenasse
 Saint-Lieux-Lafenasse  es una población y comuna francesa, ubicada en la región de Mediodía-Pirineos, departamento de Tarn, en el distrito de Albi y cantón de Réalmont.

## Demografía
| 487 | 497 | 392 | 348 | 362 | 399 |
| Para los censos de 1962 a 1999 la población legal corresponde a la población sin duplicidades (Fuente: INSEE [Consultar]) |     |     |     |     |     |